# Suiza en la Copa Mundial de Fútbol de 2022
La selección de Suiza fue uno de los treinta y dos equipos participantes en la Copa Mundial de Fútbol de 2022, torneo que se llevó a cabo del 20 de noviembre al 18 de diciembre en Catar.
Fue la decimosegunda participación de Suiza, formó parte del Grupo G, junto a Brasil, Camerún y Serbia. Avanzó hasta los octavos de final donde cayó eliminado ante Portugal.

## Clasificación
La selección de Suiza inició su camino al mundial desde la primera ronda de la clasificación europea. Debido a la pandemia de covid-19 en 2020 no se disputó ningún partido, comenzó en marzo de 2021 con los encuentros correspondientes a la fase de grupos. Al terminar en el primer lugar del Grupo C clasificó de manera directa a la Copa Mundial.

### Tabla de posiciones
| Selección         | Pts. | PJ | PG | PE | PP | GF | GC | Dif |
| ----------------- | ---- | -- | -- | -- | -- | -- | -- | --- |
| Suiza             | 18   | 8  | 5  | 3  | 0  | 15 | 2  | 13  |
| Italia            | 16   | 8  | 4  | 4  | 0  | 13 | 2  | 11  |
| Irlanda del Norte | 9    | 8  | 2  | 3  | 3  | 6  | 7  | –1  |
| Bulgaria          | 8    | 8  | 2  | 2  | 4  | 6  | 14 | –8  |
| Lituania          | 3    | 8  | 1  | 0  | 7  | 4  | 19 | –15 |

|  | Clasificado a la Copa Mundial. |
|  | Clasificado a los play-offs.   |

### Partidos
| Fecha                   | Lugar    | Jornada                  | Local             | Resultado | Visitante         |
| ----------------------- | -------- | ------------------------ | ----------------- | --------- | ----------------- |
| 25 de marzo de 2021     | Sofía    | Primera ronda - Fecha 1  | Bulgaria          | 1:3 (0:3) | Suiza             |
| 28 de marzo de 2021     | San Galo | Primera ronda - Fecha 2  | Suiza             | 1:0 (1:0) | Lituania          |
| 5 de septiembre de 2021 | Basilea  | Primera ronda - Fecha 5  | Suiza             | 0:0       | Italia            |
| 8 de septiembre de 2021 | Belfast  | Primera ronda - Fecha 6  | Irlanda del Norte | 0:0       | Suiza             |
| 9 de octubre de 2021    | Ginebra  | Primera ronda - Fecha 7  | Suiza             | 2:0 (1:0) | Irlanda del Norte |
| 12 de octubre de 2021   | Vilna    | Primera ronda - Fecha 8  | Lituania          | 0:4 (0:3) | Suiza             |
| 12 de noviembre de 2021 | Roma     | Primera ronda - Fecha 9  | Italia            | 1:1 (1:1) | Suiza             |
| 15 de noviembre de 2021 | Lucerna  | Primera ronda - Fecha 10 | Suiza             | 4:0 (0:0) | Bulgaria          |

## Preparación

### Amistosos previos
| 26 de marzo de 2022 | Inglaterra                     | 2:1 (1:1) | Suiza        | Wembley, Londres                                           |                                                            |
| 18:30 (UTC+1)       | - Shaw 45+1' - Kane 78' (pen.) | Reporte   | - Embolo 22' | Asistencia: 78 881 espectadores Árbitro(s): Andreas Ekberg | Asistencia: 78 881 espectadores Árbitro(s): Andreas Ekberg |

| 29 de marzo de 2022 | Suiza         | 1:1 (0:0) | Kosovo        | Letzigrund, Zúrich                                       |                                                          |
| 18:00 (UTC+2)       | - Lotomba 61' | Reporte   | - Rashica 52' | Asistencia: 20 000 espectadores Árbitro(s): Ruddy Buquet | Asistencia: 20 000 espectadores Árbitro(s): Ruddy Buquet |

| 17 de noviembre de 2022 | Ghana                      | 2:0 (0:0) | Suiza | Estadio Al-Nahyan, Abu Dabi                                 |                                                             |
| 14:00 (UTC+4)           | - Salisu 70' - Semenyo 74' | Reporte   |       | Asistencia: 650 espectadores Árbitro(s): Ahmed Issa Darwish | Asistencia: 650 espectadores Árbitro(s): Ahmed Issa Darwish |

### Partidos oficiales
| 2 de junio de 2022 | República Checa               | 2:1 (1:1) | Suiza        | Sinobo Stadium, Praga                                                       |                                                                             |
| 20:45 (UTC+2)      | - Kuchta 11' - Sow 58' (a.g.) | Reporte   | - Okafor 44' | Asistencia: 12 236 espectadores Árbitro(s): Daniel Siebert VAR: Marco Fritz | Asistencia: 12 236 espectadores Árbitro(s): Daniel Siebert VAR: Marco Fritz |

| 5 de junio de 2022 | Portugal                                        | 4:0 (3:0) | Suiza | Estadio José Alvalade, Lisboa                                                  |                                                                                |
| 20:45 (UTC+2)      | - Carvalho 15' - Ronaldo 35', 39' - Cancelo 68' | Reporte   |       | Asistencia: 42 325 espectadores Árbitro(s): Orel Grinfeld VAR: Bastian Dankert | Asistencia: 42 325 espectadores Árbitro(s): Orel Grinfeld VAR: Bastian Dankert |

| 9 de junio de 2022 | Suiza | 0:1 (0:1) | España        | Stade de Genève, Ginebra                                                         |                                                                                  |
| 20:45 (UTC+2)      |       | Reporte   | - Sarabia 13' | Asistencia: 25 875 espectadores Árbitro(s): Serdar Gözübüyük VAR: Danny Makkelie | Asistencia: 25 875 espectadores Árbitro(s): Serdar Gözübüyük VAR: Danny Makkelie |

| 12 de junio de 2022 | Suiza          | 1:0 (1:0) | Portugal | Stade de Genève, Ginebra                                                 |                                                                          |
| 20:45 (UTC+2)       | - Seferović 1' | Reporte   |          | Asistencia: 26 300 espectadores Árbitro(s): Fran Jović VAR: Paolo Valeri | Asistencia: 26 300 espectadores Árbitro(s): Fran Jović VAR: Paolo Valeri |

| 24 de septiembre de 2022 | España   | 1:2 (0:1) | Suiza                     | La Romareda, Zaragoza                                                          |                                                                                |
| 20:45 (UTC+2)            | Alba 55' | Reporte   | - Akanji 21' - Embolo 58' | Asistencia: 31 809 espectadores Árbitro(s): Clément Turpin VAR: Jérôme Brisard | Asistencia: 31 809 espectadores Árbitro(s): Clément Turpin VAR: Jérôme Brisard |

| 27 de septiembre de 2022 | Suiza                      | 2:1 (2:1) | República Checa | Kybunpark, San Galo                                                       |                                                                           |
| 20:45 (UTC+2)            | - Freuler 29' - Embolo 30' | Reporte   | Schick 45'      | Asistencia: 13 353 espectadores Árbitro(s): Irfan Peljto VAR: Marco Guida | Asistencia: 13 353 espectadores Árbitro(s): Irfan Peljto VAR: Marco Guida |

## Plantel

### Lista de convocados
Entrenador:  Murat Yakin
La lista final fue anunciada el 9 de noviembre de 2022.
| No. | Pos. | Jugador             | Fecha de nacimiento (edad)         | Apa. | Goles | Club                     |
| --- | ---- | ------------------- | ---------------------------------- | ---- | ----- | ------------------------ |
| 1   | POR  | Yann Sommer         | 17 de diciembre de 1988 (33 años)  | 77   | 0     | Borussia Mönchengladbach |
| 2   | DEF  | Edimilson Fernandes | 15 de abril de 1996 (26 años)      | 22   | 2     | 1. F. S. V. Mainz 05     |
| 3   | DEF  | Silvan Widmer       | 5 de marzo de 1993 (29 años)       | 34   | 2     | 1. F. S. V. Mainz 05     |
| 4   | DEF  | Nico Elvedi         | 30 de septiembre de 1996 (26 años) | 41   | 1     | Borussia Mönchengladbach |
| 5   | DEF  | Manuel Akanji       | 19 de julio de 1995 (27 años)      | 43   | 1     | Manchester City F. C.    |
| 6   | MED  | Denis Zakaria       | 20 de noviembre de 1996 (26 años)  | 43   | 3     | Chelsea F. C.            |
| 7   | DEL  | Breel Embolo        | 14 de febrero de 1997 (25 años)    | 59   | 11    | A. S. Mónaco F. C.       |
| 8   | MED  | Remo Freuler        | 15 de abril de 1992 (30 años)      | 49   | 5     | Nottingham Forest F. C.  |
| 9   | DEL  | Haris Seferović     | 22 de febrero de 1992 (30 años)    | 89   | 25    | Galatasaray S. K.        |
| 10  | MED  | Granit Xhaka        | 27 de septiembre de 1992 (30 años) | 107  | 12    | Arsenal F. C.            |
| 11  | DEF  | Renato Steffen      | 3 de noviembre de 1991 (31 años)   | 28   | 1     | F. C. Lugano             |
| 12  | POR  | Jonas Omlin         | 10 de enero de 1994 (28 años)      | 4    | 0     | Montpellier H. S. C.     |
| 13  | DEF  | Ricardo Rodríguez   | 25 de agosto de 1992 (30 años)     | 100  | 9     | Torino F. C.             |
| 14  | MED  | Michel Aebischer    | 6 de enero de 1997 (25 años)       | 12   | 0     | Bologna F. C. 1909       |
| 15  | MED  | Djibril Sow         | 6 de febrero de 1997 (25 años)     | 32   | 0     | Eintracht Fráncfort      |
| 16  | MED  | Christian Fassnacht | 11 de noviembre de 1993 (29 años)  | 16   | 4     | B. S. C. Young Boys      |
| 17  | DEL  | Ruben Vargas        | 5 de agosto de 1998 (24 años)      | 27   | 4     | F. C. Augsburgo          |
| 18  | DEF  | Eray Cömert         | 4 de febrero de 1998 (24 años)     | 10   | 0     | Valencia C. F.           |
| 19  | DEL  | Noah Okafor         | 24 de mayo de 2000 (22 años)       | 9    | 2     | Red Bull Salzburgo       |
| 20  | MED  | Fabian Frei         | 8 de enero de 1989 (33 años)       | 22   | 3     | F. C. Basilea            |
| 21  | POR  | Gregor Kobel        | 6 de diciembre de 1997 (24 años)   | 3    | 0     | Borussia Dortmund        |
| 22  | DEF  | Fabian Schär        | 20 de diciembre de 1991 (30 años)  | 73   | 8     | Newcastle United F. C.   |
| 23  | MED  | Xherdan Shaqiri     | 10 de octubre de 1991 (31 años)    | 109  | 26    | Chicago Fire F. C.       |
| 24  | POR  | Philipp Köhn        | 2 de abril de 1998 (24 años)       | 0    | 0     | Red Bull Salzburgo       |
| 25  | MED  | Fabian Rieder       | 16 de febrero de 2002 (20 años)    | 0    | 0     | B. S. C. Young Boys      |
| 26  | MED  | Ardon Jashari       | 30 de julio de 2002 (20 años)      | 1    | 0     | F. C. Lucerna            |

## Participación
- Los horarios son correspondientes a la hora local de Catar (UTC+3).

### Partidos
| Fecha           | Lugar     | Instancia        | Local    |                     | Resultado |                    | Visitante |
| --------------- | --------- | ---------------- | -------- | ------------------- | --------- | ------------------ | --------- |
| 24 de noviembre | Al Wakrah | Fase de grupos   | Suiza    | Bandera de Suiza    | 1:0 (0:0) | Bandera de Camerún | Camerún   |
| 28 de noviembre | Doha      | Fase de grupos   | Brasil   | Bandera de Brasil   | 1:0 (0:0) | Bandera de Suiza   | Suiza     |
| 2 de diciembre  | Doha      | Fase de grupos   | Serbia   | Bandera de Serbia   | 2:3 (2:2) | Bandera de Suiza   | Suiza     |
| 6 de diciembre  | Lusail    | Octavos de final | Portugal | Bandera de Portugal | 6:1 (2:0) | Bandera de Suiza   | Suiza     |

### Fase de grupos - Grupo G
| Selección | Pts | PJ | PG | PE | PP | GF | GC | Dif |
| --------- | --- | -- | -- | -- | -- | -- | -- | --- |
| Brasil    | 6   | 3  | 2  | 0  | 1  | 3  | 1  | +2  |
| Suiza     | 6   | 3  | 2  | 0  | 1  | 4  | 3  | +1  |
| Camerún   | 4   | 3  | 1  | 1  | 1  | 4  | 4  | 0   |
| Serbia    | 1   | 3  | 0  | 1  | 2  | 5  | 8  | –3  |

|  | Clasificados a los octavos de final. |

#### Suiza vs. Camerún
| 24 de noviembre | Suiza      | 1:0 (0:0) | Camerún | Estadio Al Janoub, Al Wakrah                                                  |                                                                               |
| 13:00           | Embolo 48' | Reporte   |         | Asistencia: 39 089 espectadores Árbitro(s): Facundo Tello VAR: Mauro Vigliano | Asistencia: 39 089 espectadores Árbitro(s): Facundo Tello VAR: Mauro Vigliano |

| 1          | Guardameta     | Yann Sommer       |     |
| 3          | Defensa        | Silvan Widmer     |     |
| 4          | Defensa        | Nico Elvedi       |     |
| 5          | Defensa        | Manuel Akanji     |     |
| 13         | Defensa        | Ricardo Rodríguez | 90' |
| 10         | Centrocampista | Granit Xhaka      |     |
| 8          | Centrocampista | Remo Freuler      |     |
| 15         | Centrocampista | Djibril Sow       | 71' |
| 7          | Delantero      | Breel Embolo      | 72' |
| 23         | Delantero      | Xherdan Shaqiri   | 72' |
| 17         | Delantero      | Ruben Vargas      | 81' |
| Entrenador | Entrenador     | Murat Yakin       |     |

| 23         | Guardameta     | André Onana              |     |
| 25         | Defensa        | Nouhou Tolo              |     |
| 3          | Defensa        | Nicolas N'Koulou         |     |
| 21         | Defensa        | Jean-Charles Castelletto |     |
| 19         | Defensa        | Collins Fai              |     |
| 14         | Centrocampista | Samuel Gouet             |     |
| 18         | Centrocampista | Martin Hongla            | 68' |
| 8          | Centrocampista | André Zambo Anguissa     |     |
| 20         | Delantero      | Bryan Mbeumo             | 81' |
| 13         | Delantero      | Eric Maxim Choupo-Moting | 74' |
| 12         | Delantero      | Karl Toko Ekambi         | 74' |
| Entrenador | Entrenador     | Rigobert Song            |     |

| 20 | Centrocampista | Fabian Frei     | 71' |
| 19 | Delantero      | Noah Okafor     | 72' |
| 9  | Delantero      | Haris Seferović | 72' |
| 25 | Centrocampista | Fabian Rieder   | 81' |
| 18 | Defensa        | Eray Cömert     | 90' |

| 5  | Centrocampista | Gaël Ondoua           | 68' |
| 10 | Delantero      | Vincent Aboubakar     | 74' |
| 7  | Centrocampista | Georges-Kévin Nkoudou | 74' |
| 6  | Delantero      | Moumi Ngamaleu        | 81' |

| Anotado | 48' | Breel Embolo | 1–0 |

| Amonestado | 64' | Nico Elvedi   |
| Amonestado | 83' | Manuel Akanji |

| Amonestado | 36' | Collins Fai |

| Árbitro             | Facundo Tello                |
| Árbitros asistentes | Ezequiel Brailovsky          |
| Árbitros asistentes | Gabriel Chade                |
| Cuarto árbitro      | Said Martínez                |
| Quinto árbitro      | Walter López                 |
| VAR                 | Mauro Vigliano               |
| Adicionales VAR     | Fernando Guerrero            |
| Adicionales VAR     | Pau Cebrián Devís            |
| Adicionales VAR     | Ricardo de Burgos Bengoetxea |
| Adicionales VAR     | Nicolás Tarán                |

| 1          | Guardameta     | Yann Sommer       |     |
| 3          | Defensa        | Silvan Widmer     |     |
| 4          | Defensa        | Nico Elvedi       |     |
| 5          | Defensa        | Manuel Akanji     |     |
| 13         | Defensa        | Ricardo Rodríguez | 90' |
| 10         | Centrocampista | Granit Xhaka      |     |
| 8          | Centrocampista | Remo Freuler      |     |
| 15         | Centrocampista | Djibril Sow       | 71' |
| 7          | Delantero      | Breel Embolo      | 72' |
| 23         | Delantero      | Xherdan Shaqiri   | 72' |
| 17         | Delantero      | Ruben Vargas      | 81' |
| Entrenador | Entrenador     | Murat Yakin       |     |

| 23         | Guardameta     | André Onana              |     |
| 25         | Defensa        | Nouhou Tolo              |     |
| 3          | Defensa        | Nicolas N'Koulou         |     |
| 21         | Defensa        | Jean-Charles Castelletto |     |
| 19         | Defensa        | Collins Fai              |     |
| 14         | Centrocampista | Samuel Gouet             |     |
| 18         | Centrocampista | Martin Hongla            | 68' |
| 8          | Centrocampista | André Zambo Anguissa     |     |
| 20         | Delantero      | Bryan Mbeumo             | 81' |
| 13         | Delantero      | Eric Maxim Choupo-Moting | 74' |
| 12         | Delantero      | Karl Toko Ekambi         | 74' |
| Entrenador | Entrenador     | Rigobert Song            |     |

| 20 | Centrocampista | Fabian Frei     | 71' |
| 19 | Delantero      | Noah Okafor     | 72' |
| 9  | Delantero      | Haris Seferović | 72' |
| 25 | Centrocampista | Fabian Rieder   | 81' |
| 18 | Defensa        | Eray Cömert     | 90' |

| 5  | Centrocampista | Gaël Ondoua           | 68' |
| 10 | Delantero      | Vincent Aboubakar     | 74' |
| 7  | Centrocampista | Georges-Kévin Nkoudou | 74' |
| 6  | Delantero      | Moumi Ngamaleu        | 81' |

| Anotado | 48' | Breel Embolo | 1–0 |

| Amonestado | 64' | Nico Elvedi   |
| Amonestado | 83' | Manuel Akanji |

| Amonestado | 36' | Collins Fai |

| Árbitro             | Facundo Tello                |
| Árbitros asistentes | Ezequiel Brailovsky          |
| Árbitros asistentes | Gabriel Chade                |
| Cuarto árbitro      | Said Martínez                |
| Quinto árbitro      | Walter López                 |
| VAR                 | Mauro Vigliano               |
| Adicionales VAR     | Fernando Guerrero            |
| Adicionales VAR     | Pau Cebrián Devís            |
| Adicionales VAR     | Ricardo de Burgos Bengoetxea |
| Adicionales VAR     | Nicolás Tarán                |

| \| Estadísticas \| \| \| \| Tiros \| 7 \| 8 \| \| Tiros a puerta \| 3 \| 5 \| \| Faltas \| 12 \| 10 \| \| Saques de esquina \| 11 \| 5 \| \| Penaltis \| 0 \| 0 \| \| Fueras de juego \| 2 \| 2 \| \| Posesión de balón \| 51% \| 49% \| | Alineación inicial |                    |
| Estadísticas | Bandera de Suiza   | Bandera de Camerún |
| Tiros | 7                  | 8                  |
| Tiros a puerta | 3                  | 5                  |
| Faltas | 12                 | 10                 |
| Saques de esquina | 11                 | 5                  |
| Penaltis | 0                  | 0                  |
| Fueras de juego | 2                  | 2                  |
| Posesión de balón | 51%                | 49%                |

#### Brasil vs. Suiza
| 28 de noviembre | Brasil       | 1:0 (0:0) | Suiza | Estadio 974, Doha                                                         |                                                                           |
| 19:00           | Casemiro 83' | Reporte   |       | Asistencia: 43 649 espectadores Árbitro(s): Iván Barton VAR: Drew Fischer | Asistencia: 43 649 espectadores Árbitro(s): Iván Barton VAR: Drew Fischer |

| 1          | Guardameta     | Alisson         |     |
| 14         | Defensa        | Éder Militão    |     |
| 4          | Defensa        | Marquinhos      |     |
| 3          | Defensa        | Thiago Silva    |     |
| 6          | Defensa        | Alex Sandro     | 86' |
| 7          | Centrocampista | Lucas Paquetá   | 46' |
| 5          | Centrocampista | Casemiro        |     |
| 8          | Centrocampista | Fred            | 58' |
| 11         | Delantero      | Raphinha        | 73' |
| 9          | Delantero      | Richarlison     | 73' |
| 20         | Delantero      | Vinícius Júnior |     |
| Entrenador | Entrenador     | Tite            |     |

| 1          | Guardameta     | Yann Sommer       |     |
| 3          | Defensa        | Silvan Widmer     | 86' |
| 5          | Defensa        | Manuel Akanji     |     |
| 4          | Defensa        | Nico Elvedi       |     |
| 13         | Defensa        | Ricardo Rodríguez |     |
| 8          | Centrocampista | Remo Freuler      |     |
| 10         | Centrocampista | Granit Xhaka      |     |
| 25         | Centrocampista | Fabian Rieder     | 59' |
| 15         | Centrocampista | Djibril Sow       | 76' |
| 17         | Centrocampista | Ruben Vargas      | 59' |
| 7          | Delantero      | Breel Embolo      | 76' |
| Entrenador | Entrenador     | Murat Yakin       |     |

| 21 | Delantero      | Rodrygo         | 46' |
| 17 | Centrocampista | Bruno Guimarães | 57' |
| 19 | Delantero      | Antony          | 73' |
| 18 | Delantero      | Gabriel Jesus   | 73' |
| 16 | Defensa        | Alex Telles     | 86' |

| 2  | Centrocampista | Edimilson Fernandes | 59' |
| 11 | Defensa        | Renato Steffen      | 59' |
| 14 | Centrocampista | Michel Aebischer    | 76' |
| 9  | Delantero      | Haris Seferović     | 76' |
| 20 | Centrocampista | Fabian Frei         | 86' |

| Anotado | 83' | Casemiro | 1–0 |

| Amonestado | 52' | Fred |

| Amonestado | 50' | Fabian Rieder |

| Árbitro             | Iván Barton         |
| Árbitros asistentes | David Morán         |
| Árbitros asistentes | Zachari Zeegelaar   |
| Cuarto árbitro      | Said Martínez       |
| Quinto árbitro      | Walter López        |
| VAR                 | Drew Fischer        |
| Adicionales VAR     | Armando Villarreal  |
| Adicionales VAR     | Kathryn Nesbitt     |
| Adicionales VAR     | Fernando Guerrero   |
| Adicionales VAR     | Mahmoud Abouelregal |

| 1          | Guardameta     | Alisson         |     |
| 14         | Defensa        | Éder Militão    |     |
| 4          | Defensa        | Marquinhos      |     |
| 3          | Defensa        | Thiago Silva    |     |
| 6          | Defensa        | Alex Sandro     | 86' |
| 7          | Centrocampista | Lucas Paquetá   | 46' |
| 5          | Centrocampista | Casemiro        |     |
| 8          | Centrocampista | Fred            | 58' |
| 11         | Delantero      | Raphinha        | 73' |
| 9          | Delantero      | Richarlison     | 73' |
| 20         | Delantero      | Vinícius Júnior |     |
| Entrenador | Entrenador     | Tite            |     |

| 1          | Guardameta     | Yann Sommer       |     |
| 3          | Defensa        | Silvan Widmer     | 86' |
| 5          | Defensa        | Manuel Akanji     |     |
| 4          | Defensa        | Nico Elvedi       |     |
| 13         | Defensa        | Ricardo Rodríguez |     |
| 8          | Centrocampista | Remo Freuler      |     |
| 10         | Centrocampista | Granit Xhaka      |     |
| 25         | Centrocampista | Fabian Rieder     | 59' |
| 15         | Centrocampista | Djibril Sow       | 76' |
| 17         | Centrocampista | Ruben Vargas      | 59' |
| 7          | Delantero      | Breel Embolo      | 76' |
| Entrenador | Entrenador     | Murat Yakin       |     |

| 21 | Delantero      | Rodrygo         | 46' |
| 17 | Centrocampista | Bruno Guimarães | 57' |
| 19 | Delantero      | Antony          | 73' |
| 18 | Delantero      | Gabriel Jesus   | 73' |
| 16 | Defensa        | Alex Telles     | 86' |

| 2  | Centrocampista | Edimilson Fernandes | 59' |
| 11 | Defensa        | Renato Steffen      | 59' |
| 14 | Centrocampista | Michel Aebischer    | 76' |
| 9  | Delantero      | Haris Seferović     | 76' |
| 20 | Centrocampista | Fabian Frei         | 86' |

| Anotado | 83' | Casemiro | 1–0 |

| Amonestado | 52' | Fred |

| Amonestado | 50' | Fabian Rieder |

| Árbitro             | Iván Barton         |
| Árbitros asistentes | David Morán         |
| Árbitros asistentes | Zachari Zeegelaar   |
| Cuarto árbitro      | Said Martínez       |
| Quinto árbitro      | Walter López        |
| VAR                 | Drew Fischer        |
| Adicionales VAR     | Armando Villarreal  |
| Adicionales VAR     | Kathryn Nesbitt     |
| Adicionales VAR     | Fernando Guerrero   |
| Adicionales VAR     | Mahmoud Abouelregal |

| \| Estadísticas \| \| \| \| Tiros \| 13 \| 6 \| \| Tiros a puerta \| 5 \| 0 \| \| Faltas \| 10 \| 17 \| \| Saques de esquina \| 8 \| 3 \| \| Penaltis \| 0 \| 0 \| \| Fueras de juego \| 3 \| 1 \| \| Posesión de balón \| 54% \| 46% \| | Alineación inicial |                  |
| Estadísticas | Bandera de Brasil  | Bandera de Suiza |
| Tiros | 13                 | 6                |
| Tiros a puerta | 5                  | 0                |
| Faltas | 10                 | 17               |
| Saques de esquina | 8                  | 3                |
| Penaltis | 0                  | 0                |
| Fueras de juego | 3                  | 1                |
| Posesión de balón | 54%                | 46%              |

#### Serbia vs. Suiza
| 2 de diciembre | Serbia                           | 2:3 (2:2) | Suiza                                    | Estadio 974, Doha                                                                  |                                                                                    |
| 22:00          | - A. Mitrović 26' - Vlahović 35' | Reporte   | - Shaqiri 20' - Embolo 44' - Freuler 48' | Asistencia: 41 378 espectadores Árbitro(s): Fernando Rapallini VAR: Mauro Vigliano | Asistencia: 41 378 espectadores Árbitro(s): Fernando Rapallini VAR: Mauro Vigliano |

| 23         | Guardameta     | Vanja Milinković-Savić  |     |
| 4          | Defensa        | Nikola Milenković       |     |
| 5          | Defensa        | Miloš Veljković         | 55' |
| 2          | Defensa        | Strahinja Pavlović      |     |
| 14         | Centrocampista | Andrija Živković        | 78' |
| 20         | Centrocampista | Sergej Milinković-Savić | 67' |
| 16         | Centrocampista | Saša Lukić              |     |
| 17         | Centrocampista | Filip Kostić            |     |
| 10         | Centrocampista | Dušan Tadić             | 78' |
| 9          | Delantero      | Aleksandar Mitrović     |     |
| 18         | Delantero      | Dušan Vlahović          | 55' |
| Entrenador | Entrenador     | Dragan Stojković        |     |

| 21         | Guardameta     | Gregor Kobel      |       |
| 3          | Defensa        | Silvan Widmer     |       |
| 5          | Defensa        | Manuel Akanji     |       |
| 22         | Defensa        | Fabian Schär      |       |
| 13         | Defensa        | Ricardo Rodríguez |       |
| 8          | Centrocampista | Remo Freuler      |       |
| 10         | Centrocampista | Granit Xhaka      |       |
| 23         | Centrocampista | Xherdan Shaqiri   | 69'   |
| 15         | Centrocampista | Djibril Sow       | 69'   |
| 17         | Centrocampista | Ruben Vargas      | 83'   |
| 7          | Delantero      | Breel Embolo      | 90+6' |
| Entrenador | Entrenador     | Murat Yakin       |       |

| 8  | Centrocampista | Nemanja Gudelj     | 55' |
| 11 | Delantero      | Luka Jović         | 55' |
| 6  | Centrocampista | Nemanja Maksimović | 67' |
| 21 | Delantero      | Filip Đuričić      | 78' |
| 7  | Delantero      | Nemanja Radonjić   | 78' |

| 6  | Centrocampista | Denis Zakaria       | 69'   |
| 2  | Defensa        | Edimilson Fernandes | 69'   |
| 16 | Centrocampista | Christian Fassnacht | 83'   |
| 19 | Delantero      | Noah Okafor         | 90+6' |

| Anotado | 26' | Aleksandar Mitrović | 1–1 |
| Anotado | 35' | Dušan Vlahović      | 2–1 |

| Anotado | 20' | Xherdan Shaqiri | 0–1 |
| Anotado | 44' | Breel Embolo    | 2–2 |
| Anotado | 48' | Remo Freuler    | 2–3 |

| Amonestado | 47'    | Sergej Milinković-Savić |
| Amonestado | 56'    | Strahinja Pavlović      |
| Amonestado | 66'    | Predrag Rajković        |
| Amonestado | 81'    | Nemanja Gudelj          |
| Amonestado | 82'    | Aleksandar Mitrović     |
| Amonestado | 90+5'  | Nikola Milenković       |
| Amonestado | 90+10' | Saša Lukić              |

| Amonestado | 15'   | Silvan Widwer |
| Amonestado | 34'   | Ruben Vargas  |
| Amonestado | 90+5' | Granit Xhaka  |
| Amonestado | 90+9' | Fabian Schär  |

| Árbitro             | Fernando Rapallini |
| Árbitros asistentes | Juan Pablo Belatti |
| Árbitros asistentes | Diego Bonfá        |
| Cuarto árbitro      | Kevin Ortega       |
| Quinto árbitro      | Jesús Sánchez      |
| VAR                 | Mauro Vigliano     |
| Adicionales VAR     | Julio Bascuñán     |
| Adicionales VAR     | Nicolás Tarán      |
| Adicionales VAR     | Leodán González    |
| Adicionales VAR     | Martín Soppi       |

| 23         | Guardameta     | Vanja Milinković-Savić  |     |
| 4          | Defensa        | Nikola Milenković       |     |
| 5          | Defensa        | Miloš Veljković         | 55' |
| 2          | Defensa        | Strahinja Pavlović      |     |
| 14         | Centrocampista | Andrija Živković        | 78' |
| 20         | Centrocampista | Sergej Milinković-Savić | 67' |
| 16         | Centrocampista | Saša Lukić              |     |
| 17         | Centrocampista | Filip Kostić            |     |
| 10         | Centrocampista | Dušan Tadić             | 78' |
| 9          | Delantero      | Aleksandar Mitrović     |     |
| 18         | Delantero      | Dušan Vlahović          | 55' |
| Entrenador | Entrenador     | Dragan Stojković        |     |

| 21         | Guardameta     | Gregor Kobel      |       |
| 3          | Defensa        | Silvan Widmer     |       |
| 5          | Defensa        | Manuel Akanji     |       |
| 22         | Defensa        | Fabian Schär      |       |
| 13         | Defensa        | Ricardo Rodríguez |       |
| 8          | Centrocampista | Remo Freuler      |       |
| 10         | Centrocampista | Granit Xhaka      |       |
| 23         | Centrocampista | Xherdan Shaqiri   | 69'   |
| 15         | Centrocampista | Djibril Sow       | 69'   |
| 17         | Centrocampista | Ruben Vargas      | 83'   |
| 7          | Delantero      | Breel Embolo      | 90+6' |
| Entrenador | Entrenador     | Murat Yakin       |       |

| 8  | Centrocampista | Nemanja Gudelj     | 55' |
| 11 | Delantero      | Luka Jović         | 55' |
| 6  | Centrocampista | Nemanja Maksimović | 67' |
| 21 | Delantero      | Filip Đuričić      | 78' |
| 7  | Delantero      | Nemanja Radonjić   | 78' |

| 6  | Centrocampista | Denis Zakaria       | 69'   |
| 2  | Defensa        | Edimilson Fernandes | 69'   |
| 16 | Centrocampista | Christian Fassnacht | 83'   |
| 19 | Delantero      | Noah Okafor         | 90+6' |

| Anotado | 26' | Aleksandar Mitrović | 1–1 |
| Anotado | 35' | Dušan Vlahović      | 2–1 |

| Anotado | 20' | Xherdan Shaqiri | 0–1 |
| Anotado | 44' | Breel Embolo    | 2–2 |
| Anotado | 48' | Remo Freuler    | 2–3 |

| Amonestado | 47'    | Sergej Milinković-Savić |
| Amonestado | 56'    | Strahinja Pavlović      |
| Amonestado | 66'    | Predrag Rajković        |
| Amonestado | 81'    | Nemanja Gudelj          |
| Amonestado | 82'    | Aleksandar Mitrović     |
| Amonestado | 90+5'  | Nikola Milenković       |
| Amonestado | 90+10' | Saša Lukić              |

| Amonestado | 15'   | Silvan Widwer |
| Amonestado | 34'   | Ruben Vargas  |
| Amonestado | 90+5' | Granit Xhaka  |
| Amonestado | 90+9' | Fabian Schär  |

| Árbitro             | Fernando Rapallini |
| Árbitros asistentes | Juan Pablo Belatti |
| Árbitros asistentes | Diego Bonfá        |
| Cuarto árbitro      | Kevin Ortega       |
| Quinto árbitro      | Jesús Sánchez      |
| VAR                 | Mauro Vigliano     |
| Adicionales VAR     | Julio Bascuñán     |
| Adicionales VAR     | Nicolás Tarán      |
| Adicionales VAR     | Leodán González    |
| Adicionales VAR     | Martín Soppi       |

| \| Estadísticas \| \| \| \| Tiros \| 12 \| 14 \| \| Tiros a puerta \| 4 \| 7 \| \| Faltas \| 18 \| 14 \| \| Saques de esquina \| 2 \| 0 \| \| Penaltis \| 0 \| 0 \| \| Fueras de juego \| 0 \| 0 \| \| Posesión de balón \| 54% \| 46% \| | Alineación inicial |                  |
| Estadísticas | Bandera de Serbia  | Bandera de Suiza |
| Tiros | 12                 | 14               |
| Tiros a puerta | 4                  | 7                |
| Faltas | 18                 | 14               |
| Saques de esquina | 2                  | 0                |
| Penaltis | 0                  | 0                |
| Fueras de juego | 0                  | 0                |
| Posesión de balón | 54%                | 46%              |

### Octavos de final

#### Portugal vs. Suiza
| 6 de diciembre | Portugal                                                      | 6:1 (2:0) | Suiza      | Estadio Icónico, Lusail                                                   |                                                                           |
| 22:00          | - Ramos 17', 51', 67' - Pepe 33' - Guerreiro 55' - Leão 90+2' | Reporte   | Akanji 58' | Asistencia: 83 720 espectadores Árbitro(s): César Ramos VAR: Drew Fischer | Asistencia: 83 720 espectadores Árbitro(s): César Ramos VAR: Drew Fischer |

| 22         | Guardameta     | Diogo Costa       |     |
| 2          | Defensa        | Diogo Dalot       |     |
| 3          | Defensa        | Pepe              |     |
| 4          | Defensa        | Rúben Dias        |     |
| 5          | Defensa        | Raphaël Guerreiro |     |
| 25         | Centrocampista | Otávio            | 74' |
| 14         | Centrocampista | William Carvalho  |     |
| 10         | Centrocampista | Bernardo Silva    | 81' |
| 8          | Delantero      | Bruno Fernandes   | 87' |
| 26         | Delantero      | Gonçalo Ramos     | 74' |
| 11         | Delantero      | João Félix        | 73' |
| Entrenador | Entrenador     | Fernando Santos   |     |

| 21         | Guardameta     | Gregor Kobel        |     |
| 2          | Defensa        | Edimilson Fernandes |     |
| 22         | Defensa        | Fabian Schär        | 46' |
| 5          | Defensa        | Manuel Akanji       |     |
| 13         | Defensa        | Ricardo Rodríguez   |     |
| 8          | Centrocampista | Remo Freuler        | 54' |
| 10         | Centrocampista | Granit Xhaka        |     |
| 23         | Centrocampista | Xherdan Shaqiri     |     |
| 15         | Centrocampista | Djibril Sow         | 54' |
| 17         | Centrocampista | Ruben Vargas        | 66' |
| 7          | Delantero      | Breel Embolo        | 89' |
| Entrenador | Entrenador     | Murat Yakin         |     |

| 7  | Delantero      | Cristiano Ronaldo | 73' |
| 16 | Centrocampista | Vitinha           | 74' |
| 21 | Delantero      | Ricardo Horta     | 74' |
| 18 | Centrocampista | Rúben Neves       | 81' |
| 15 | Delantero      | Rafael Leão       | 87' |

| 18 | Defensa        | Eray Cömert     | 46' |
| 6  | Centrocampista | Denis Zakaria   | 54' |
| 9  | Delantero      | Haris Seferović | 54' |
| 19 | Delantero      | Noah Okafor     | 66' |
| 26 | Centrocampista | Ardon Jashari   | 89' |

| Anotado | 17'   | Gonçalo Ramos     | 1–0 |
| Anotado | 33'   | Pepe              | 2–0 |
| Anotado | 51'   | Gonçalo Ramos     | 3–0 |
| Anotado | 55'   | Raphaël Guerreiro | 4–0 |
| Anotado | 67'   | Gonçalo Ramos     | 5–1 |
| Anotado | 90+2' | Rafael Leão       | 6–1 |

| Anotado | 58' | Manuel Akanji | 4–1 |

| Amonestado | 43' | Fabian Schär |
| Amonestado | 59' | Eray Cömert  |

| Árbitro             | César Ramos           |
| Árbitros asistentes | Alberto Morín         |
| Árbitros asistentes | Miguel Hernández      |
| Cuarto árbitro      | István Kovács         |
| Quinto árbitro      | Ovidiu Artene         |
| VAR                 | Drew Fischer          |
| Adicionales VAR     | Massimiliano Irrati   |
| Adicionales VAR     | Ciro Carbone          |
| Adicionales VAR     | Pol van Boekel        |
| Adicionales VAR     | Alessandro Giallatini |

| 22         | Guardameta     | Diogo Costa       |     |
| 2          | Defensa        | Diogo Dalot       |     |
| 3          | Defensa        | Pepe              |     |
| 4          | Defensa        | Rúben Dias        |     |
| 5          | Defensa        | Raphaël Guerreiro |     |
| 25         | Centrocampista | Otávio            | 74' |
| 14         | Centrocampista | William Carvalho  |     |
| 10         | Centrocampista | Bernardo Silva    | 81' |
| 8          | Delantero      | Bruno Fernandes   | 87' |
| 26         | Delantero      | Gonçalo Ramos     | 74' |
| 11         | Delantero      | João Félix        | 73' |
| Entrenador | Entrenador     | Fernando Santos   |     |

| 21         | Guardameta     | Gregor Kobel        |     |
| 2          | Defensa        | Edimilson Fernandes |     |
| 22         | Defensa        | Fabian Schär        | 46' |
| 5          | Defensa        | Manuel Akanji       |     |
| 13         | Defensa        | Ricardo Rodríguez   |     |
| 8          | Centrocampista | Remo Freuler        | 54' |
| 10         | Centrocampista | Granit Xhaka        |     |
| 23         | Centrocampista | Xherdan Shaqiri     |     |
| 15         | Centrocampista | Djibril Sow         | 54' |
| 17         | Centrocampista | Ruben Vargas        | 66' |
| 7          | Delantero      | Breel Embolo        | 89' |
| Entrenador | Entrenador     | Murat Yakin         |     |

| 7  | Delantero      | Cristiano Ronaldo | 73' |
| 16 | Centrocampista | Vitinha           | 74' |
| 21 | Delantero      | Ricardo Horta     | 74' |
| 18 | Centrocampista | Rúben Neves       | 81' |
| 15 | Delantero      | Rafael Leão       | 87' |

| 18 | Defensa        | Eray Cömert     | 46' |
| 6  | Centrocampista | Denis Zakaria   | 54' |
| 9  | Delantero      | Haris Seferović | 54' |
| 19 | Delantero      | Noah Okafor     | 66' |
| 26 | Centrocampista | Ardon Jashari   | 89' |

| Anotado | 17'   | Gonçalo Ramos     | 1–0 |
| Anotado | 33'   | Pepe              | 2–0 |
| Anotado | 51'   | Gonçalo Ramos     | 3–0 |
| Anotado | 55'   | Raphaël Guerreiro | 4–0 |
| Anotado | 67'   | Gonçalo Ramos     | 5–1 |
| Anotado | 90+2' | Rafael Leão       | 6–1 |

| Anotado | 58' | Manuel Akanji | 4–1 |

| Amonestado | 43' | Fabian Schär |
| Amonestado | 59' | Eray Cömert  |

| Árbitro             | César Ramos           |
| Árbitros asistentes | Alberto Morín         |
| Árbitros asistentes | Miguel Hernández      |
| Cuarto árbitro      | István Kovács         |
| Quinto árbitro      | Ovidiu Artene         |
| VAR                 | Drew Fischer          |
| Adicionales VAR     | Massimiliano Irrati   |
| Adicionales VAR     | Ciro Carbone          |
| Adicionales VAR     | Pol van Boekel        |
| Adicionales VAR     | Alessandro Giallatini |

| \| Estadísticas \| \| \| \| Tiros \| 14 \| 10 \| \| Tiros a puerta \| 9 \| 3 \| \| Faltas \| 12 \| 10 \| \| Saques de esquina \| 6 \| 6 \| \| Penaltis \| 0 \| 0 \| \| Fueras de juego \| 3 \| 3 \| \| Posesión de balón \| 47% \| 53% \| | Alineación inicial  |                  |
| Estadísticas | Bandera de Portugal | Bandera de Suiza |
| Tiros | 14                  | 10               |
| Tiros a puerta | 9                   | 3                |
| Faltas | 12                  | 10               |
| Saques de esquina | 6                   | 6                |
| Penaltis | 0                   | 0                |
| Fueras de juego | 3                   | 3                |
| Posesión de balón | 47%                 | 53%              |

## Estadísticas

### Participación de jugadores
| N.° | Pos        | Jugador      | PJ | Minutos jugados | Goles recibidos | Atajos | Tarjetas amarillas | Doble tarjeta amarilla y roja | Tarjetas rojas |
| --- | ---------- | ------------ | -- | --------------- | --------------- | ------ | ------------------ | ----------------------------- | -------------- |
| 1   | Guardameta | Yann Sommer  | 3  | 270             | 9               | 10     | 0                  | 0                             | 0              |
| 12  | Guardameta | Jonas Omlin  | 0  | 0               | 0               | 0      | 0                  | 0                             | 0              |
| 21  | Guardameta | Gregor Kobel | 1  | 90              | 2               | 2      | 0                  | 0                             | 0              |
| 24  | Guardameta | Philipp Köhn | 0  | 0               | 0               | 0      | 0                  | 0                             | 0              |

| N.° | Pos            | Jugador             | PJ | Minutos jugados | Goles | Asistencias | Tarjetas Amarillas | Doble tarjeta amarilla y roja | Tarjetas rojas |
| --- | -------------- | ------------------- | -- | --------------- | ----- | ----------- | ------------------ | ----------------------------- | -------------- |
| 2   | Defensa        | Edimilson Fernandes | 3  | 143             | 0     | 0           | 0                  | 0                             | 0              |
| 3   | Defensa        | Silvan Widmer       | 3  | 266             | 0     | 1           | 1                  | 0                             | 0              |
| 4   | Defensa        | Nico Elvedi         | 2  | 180             | 0     | 0           | 1                  | 0                             | 0              |
| 5   | Defensa        | Manuel Akanji       | 4  | 360             | 1     | 0           | 1                  | 0                             | 0              |
| 6   | Centrocampista | Denis Zakaria       | 2  | 57              | 0     | 0           | 0                  | 0                             | 0              |
| 7   | Delantero      | Breel Embolo        | 4  | 328             | 2     | 0           | 0                  | 0                             | 0              |
| 8   | Centrocampista | Remo Freuler        | 4  | 324             | 1     | 0           | 0                  | 0                             | 0              |
| 9   | Delantero      | Haris Seferović     | 3  | 68              | 0     | 0           | 0                  | 0                             | 0              |
| 10  | Centrocampista | Granit Xhaka        | 4  | 360             | 0     | 0           | 1                  | 0                             | 0              |
| 11  | Defensa        | Renato Steffen      | 1  | 31              | 0     | 0           | 0                  | 0                             | 0              |
| 13  | Defensa        | Ricardo Rodríguez   | 4  | 360             | 0     | 0           | 0                  | 0                             | 0              |
| 14  | Centrocampista | Michel Aebischer    | 1  | 14              | 0     | 0           | 0                  | 0                             | 0              |
| 15  | Centrocampista | Djibril Sow         | 4  | 269             | 0     | 1           | 0                  | 0                             | 0              |
| 16  | Centrocampista | Christian Fassnacht | 1  | 7               | 0     | 0           | 0                  | 0                             | 0              |
| 17  | Delantero      | Ruben Vargas        | 4  | 313             | 0     | 1           | 1                  | 0                             | 0              |
| 18  | Defensa        | Eray Cömert         | 2  | 44              | 0     | 0           | 1                  | 0                             | 0              |
| 19  | Delantero      | Noah Okafor         | 3  | 42              | 0     | 0           | 0                  | 0                             | 0              |
| 20  | Centrocampista | Fabian Frei         | 2  | 23              | 0     | 0           | 0                  | 0                             | 0              |
| 22  | Defensa        | Fabian Schär        | 2  | 180             | 1     | 0           | 2                  | 0                             | 0              |
| 23  | Centrocampista | Xherdan Shaqiri     | 3  | 231             | 0     | 1           | 0                  | 0                             | 0              |
| 25  | Centrocampista | Fabian Rieder       | 2  | 68              | 0     | 0           | 1                  | 0                             | 0              |
| 26  | Centrocampista | Ardon Jashari       | 1  | 1               | 0     | 0           | 0                  | 0                             | 0              |

### Goleadores
| N.°   | Jugador         | Anotado | PJ | Prom. | Jugada | Cabeza | TL | Penal |
| ----- | --------------- | ------- | -- | ----- | ------ | ------ | -- | ----- |
| 1     | Breel Embolo    | 2       | 4  | 0.5   | 2      | 0      | 0  | 0     |
| 2     | Xherdan Shaqiri | 1       | 3  | 0.33  | 1      | 0      | 0  | 0     |
| 3     | Remo Freuler    | 1       | 4  | 0.25  | 1      | 0      | 0  | 0     |
| 4     | Manuel Akanji   | 1       | 4  | 0.25  | 1      | 0      | 0  | 0     |
| Total | Total           | 5       | 4  | 1.25  | 5      | 0      | 0  | 0     |

### Asistencias
| N.°   | Jugador         | Asistencia | Jugada | Cabeza | TL | SdE |
| ----- | --------------- | ---------- | ------ | ------ | -- | --- |
| 1     | Xherdan Shaqiri | 1          | 1      | 0      | 0  | 0   |
| 2     | Ruben Vargas    | 1          | 1      | 0      | 0  | 0   |
| 3     | Djibril Sow     | 1          | 1      | 0      | 0  | 0   |
| 4     | Silvan Widmer   | 1          | 1      | 0      | 0  | 0   |
| Total | Total           | 4          | 4      | 0      | 0  | 0   |

### Tarjetas disciplinarias
| N.°   | Jugador       | Amonestado | Otorgado · Expulsado | Expulsado | Sanción |
| ----- | ------------- | ---------- | -------------------- | --------- | ------- |
| 1     | Fabian Schär  | 2          | 0                    | 0         |         |
| 2     | Manuel Akanji | 1          | 0                    | 0         |         |
| 3     | Nico Elvedi   | 1          | 0                    | 0         |         |
| 4     | Fabian Rieder | 1          | 0                    | 0         |         |
| 5     | Silvan Widmer | 1          | 0                    | 0         |         |
| 6     | Ruben Vargas  | 1          | 0                    | 0         |         |
| 7     | Granit Xhaka  | 1          | 0                    | 0         |         |
| 8     | Eray Cömert   | 1          | 0                    | 0         |         |
| Total | Total         | 9          | 0                    | 0         |         |